# Kalusj
Kalusj (ukrainsk: Ка́луш, tr. Kálusj, ukrainsk udtale: [ˈkaɫʊʂ]  ( hør); polsk: Kałusz) er en by i den vestlige del af Ukraine. Byen har et befolkningstal på 65.088 (2022) indbyggere.
Kalusj er beliggende ved foden af Karpaterne i Ivano-Frankivsk oblast (provins). Den fungerer som hovedby for Kalusj rajon (distrikt) og er sæde for administrationen af Kalusj hromada (kommune).
Vigtige lokale industrier omfatter kemikalier og beton.

## Geografi
Byen ligger i den vestlige del af Ivano-Frankivsk oblast, i regionen Vestukraine ved foden af Karpaterne. Kalush ligger ved en biflod til Dnestr, floden Limnytsia, der har sin begyndelse på skråningerne af Karpaterne. Byen ligger ved de østlige grænser af den etnografiske region Boyko Land'.

## Galleri
- Kalusj Kulturhus
- Centrum i Kalusj
- En kirke i Kalusj
- Jernbanestation
- Sankt Valentine, katolsk kirke i Kalusj
- Gammelt kemivirksomhed i Kalusj
- Kraftvarmeværk i Kalusj
- Tidligere rådhus